# Carlos Cerdán Márquez
Carlos Cerdán Márquez (Alcántara, Cáceres, 28 de diciembre de 1910 - Huelva, 4 de junio de 1990) fue un ingeniero industrial y arqueólogo español especializado en megalitismo. Comisario provincial de excavaciones arqueológicas de Huelva, impulsor y director del Museo Arqueológico Provincial (1948-1970), miembro de la Real Academia de Bellas Artes de Santa Isabel de Hungría de Sevilla y Medalla nacional al Mérito en las Bellas Artes. 

## Biografía
Hijo de militar, el coronel del Cuerpo de Carabineros Rafael Cerdán Novella y Dolores Márquez Caballero, creció entre las distintas ciudades  donde su padre fue destinado, hasta que en 1927 su familia se instala en Huelva de dónde era oriunda. Casado con Carmen Fernández Crocci, tuvo cuatro hijos.
En 1929 inicia sus estudios en la Escuela de Ingenieros Industriales de Barcelona, carrera que culmina en 1935 en Madrid, donde posteriormente obtiene el doctorado. Ese mismo año se incorpora como ingeniero a la Riotinto Company Limited, empresa a la que regresará en 1940 tras el fin de la Guerra Civil. Quizás fuese por estos años cuando se inicia su afición por la arqueología, ya que el paso por esta compañía le pondría en contacto con la colección arqueológica que albergaba su pequeño museo y con los constantes hallazgos que se producían en la comarca por los movimientos de tierras derivados de la actividad minera.
En 1941 ingresa por oposición en la Delegación Provincial de Industria de Huelva, de la que llegará a ser ingeniero jefe, cargo en el que llevará a cabo la gestión técnica previa que facilitará la industrialización de Huelva a partir de los años 50.

Aunque tuvo una formación alejada de las humanidades y de la historia, su relación con la arqueología tuvo dos vertientes: una, la creación del primer museo arqueológico en Huelva, y otra, su labor como comisario provincial de Excavaciones Arqueológicas. Gracias a su basto conocimiento de la provincia en el desempeño de su labor en la administración y a que sus nuevas responsabilidades le permitían desplazarse por todo el ámbito provincial en sus visitas de inspección, pudo indagar los yacimientos arqueológicos de la zona y confeccionar la primera carta arqueológica de la provincia de Huelva. En sus notas, que se encuentran depositadas en el Fondo Carlos Cerdán del Museo de Huelva, puede entenderse el ahínco con el que se dedicó a su nueva vocación. Su labor investigadora y su enorme interés por la arqueología, le respaldaron en 1945 para su nombramiento como comisario provincial de Excavaciones Arqueológicas por parte de Julio Martínez Santa-Olalla. 

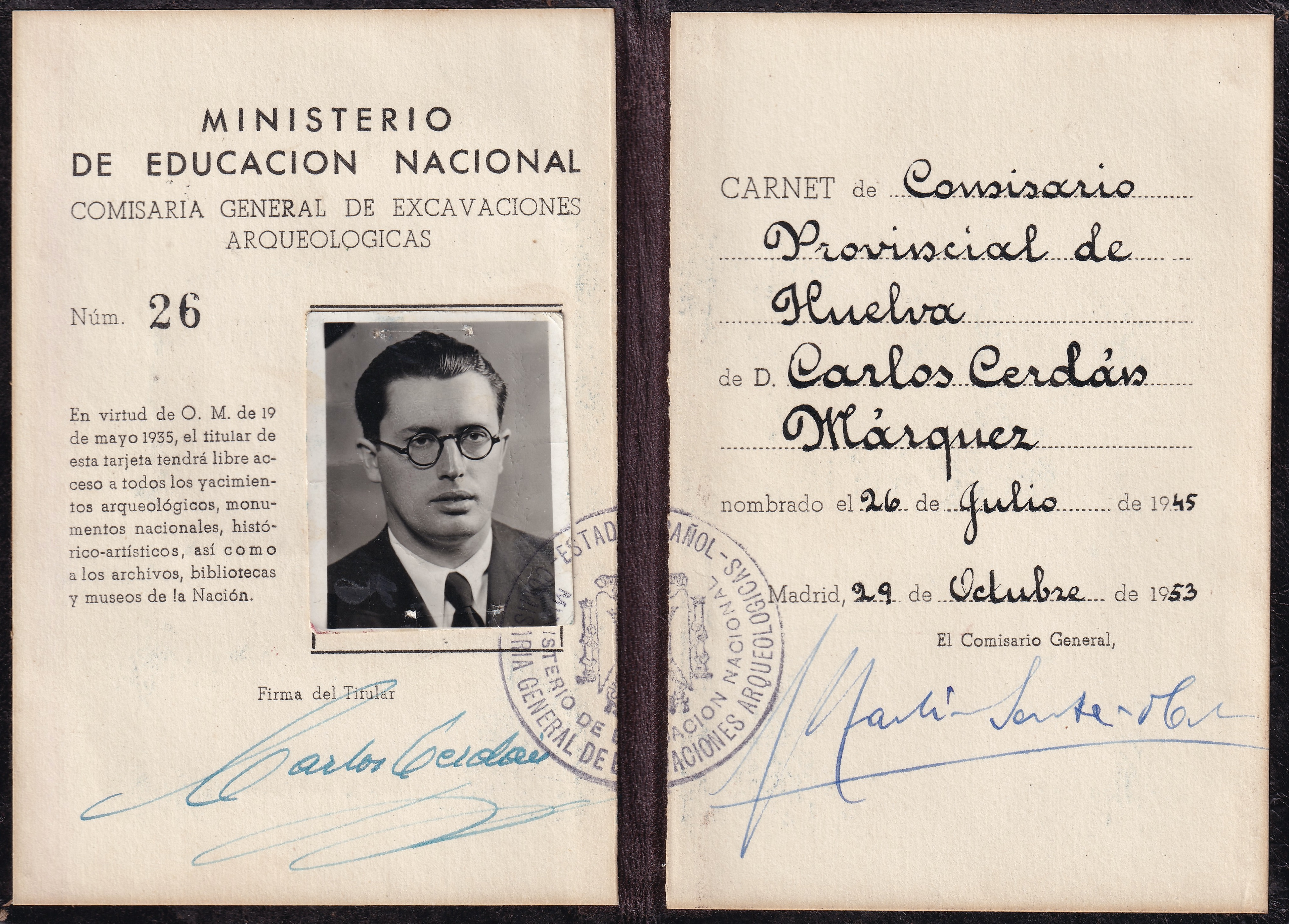
Carnet de comisario provincial de excavaciones arqueológicas de Huelva.

Durante sus años de prolífica actividad, entre otros, descubrió y excavó los conjuntos dolménicos de la Zarzita (Santa Bárbara de Casa - Huelva) y de El Pozuelo  (Zalamea la Real - Huelva) que constituye uno de los grupos megalíticos más destacados y mejor documentados de la península ibérica. 

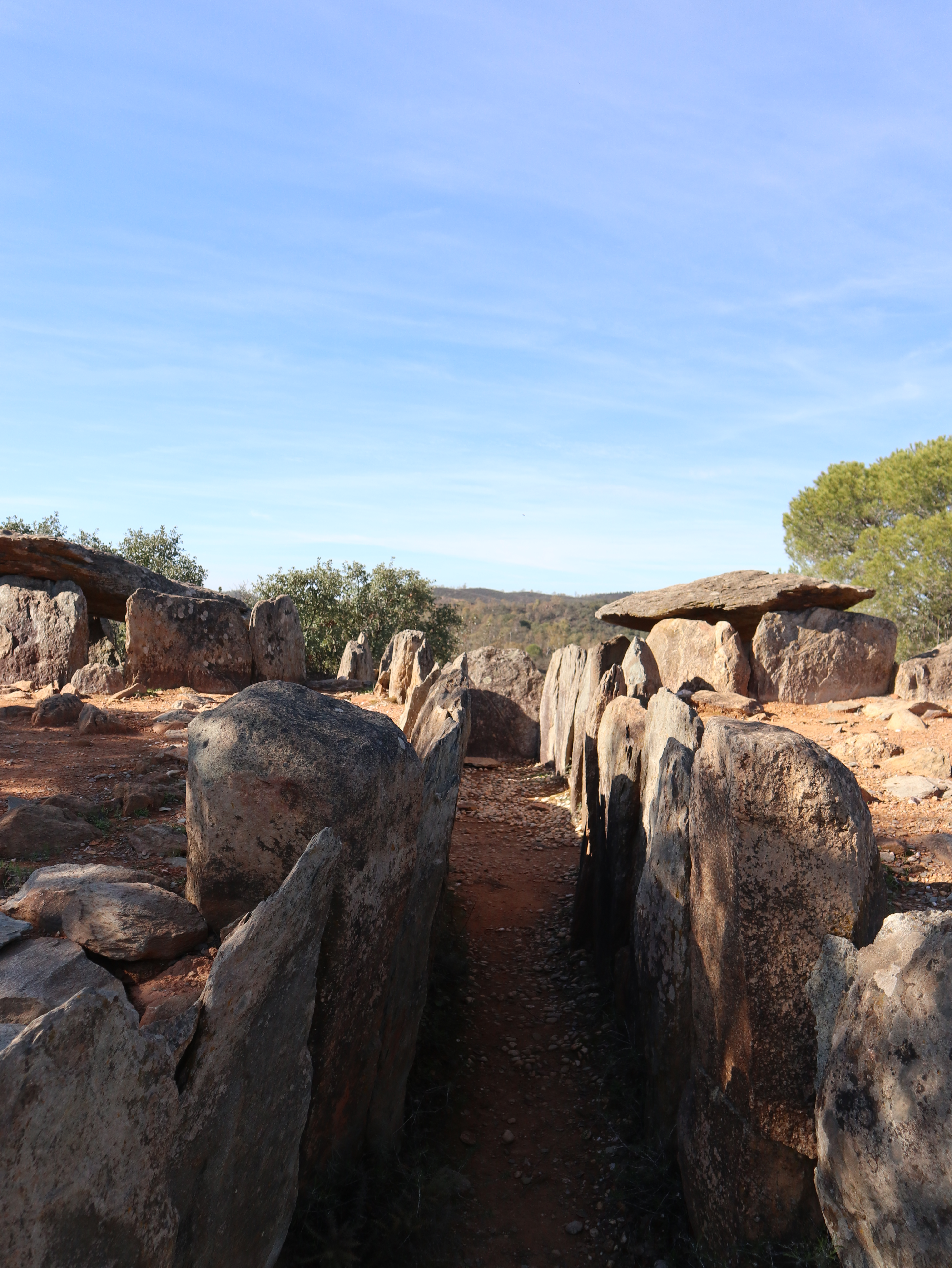
Conjunto dolménico del Pozuelo en Zalamea la Real, Huelva, descubierto y excavado por Cerdán en 1946.

En enero de 1950, Cerdán Márquez asistió a la I Asamblea Nacional de Comisarios Provinciales, titulada «Diez Años de Arqueología», llevando, para la exposición realizada con motivo de la asamblea, los principales objetos de la excavación de la Zarcita y dibujos sobre sus estudios en los dólmenes de la provincia. En 1951 participó en el II Congreso Nacional de Arqueología, presentando una comunicación sobre «Los sepulcros megalíticos de Huelva», que fue publicada ese mismo año. En ella presentó las 50 sepulturas conocidas hasta la fecha en la provincia, de las cuales todas fueron «situadas y estudiadas» y muchas de ellas financiadas por Cerdán, excepto tres (Soto I y II, excavados por Armando de Soto, y el sepulcro de San Bartolomé de la Torre, excavado por Enrique Pérez Núñez).
En esta época mantuvo buenas relaciones con los arqueólogos de su tiempo: Concepción Fernández Chicarro, Juan de Mata Carriazo, Francisco Collantes de Terán, Juan Maluquer de Motes, etc. Entre todos ellos destaca su amistad sincera con Luis Pericot, quien en sus cartas le animaba a seguir con sus exploraciones y excavaciones. Los trabajos de Cerdán pudieron ver la luz, en colaboración con George y Vera Leisner, el matrimonio alemán que realizaba el primer corpus de megalitos de la península ibérica, en una monografía de la serie Excavaciones Arqueológicas en España, que con el título de Los sepulcros megalíticos de Huelva fue impresa en el año 1952.

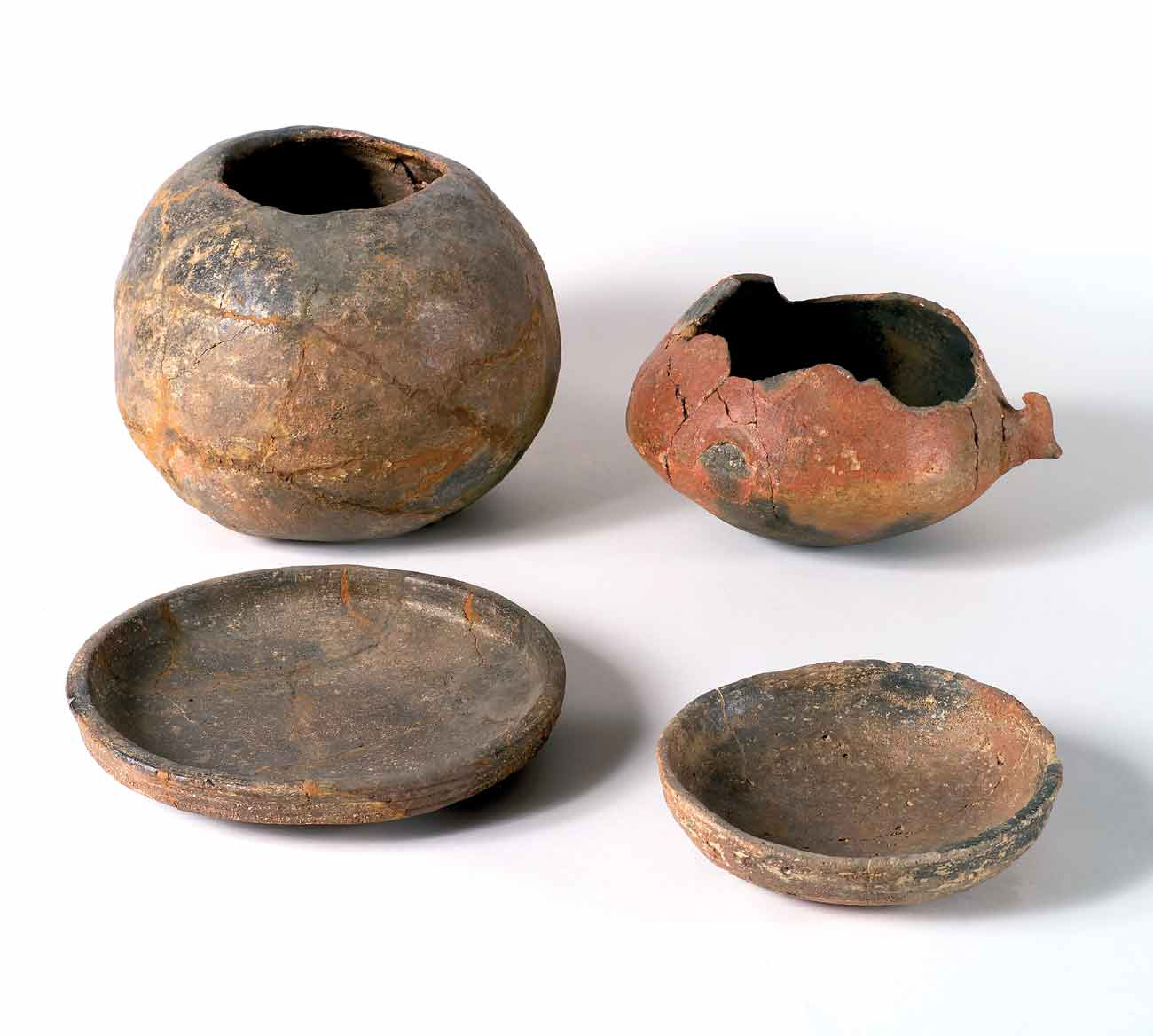
Ajuar cerámico hallado en las excavaciones realizadas en 1946 por Carlos Cerdán en el Tholos de "La Zarcita" (Santa Bárbara de Casa).

Uno de sus grandes retos fue la consecución de un museo arqueológico para Huelva, labor en la que también desplegó toda su energía, recogiendo piezas, buscando donaciones, etc. Gracias a su intensa labor investigadora, todas las piezas y fondos que reunió en sus exhumaciones y adquisiciones fueron depositados para crear la sección de arqueología, dotándola de la mayor parte de lo que hoy se puede ver. De su colección destacan, por su exclusividad, las dos estelas nazarís de loza dorada del siglo XV, halladas en Huelva en 1917 y adquiridas por Cerdán a un coleccionista privado. En 1948 fue nombrado director del entonces Museo de Bellas Artes  que integra a partir de ese momento la sección de arqueología, cargo que desempeña durante dos décadas hasta 1970.  Desde entonces es nombrado director honorífico.

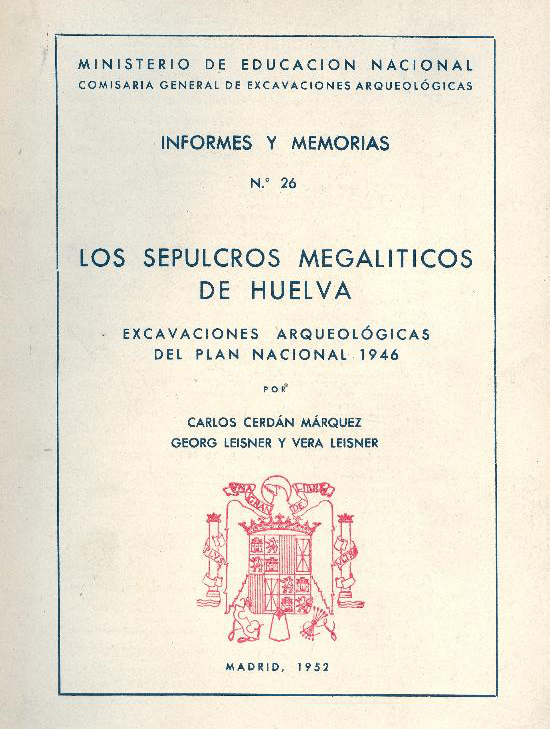
CERDÁN MÁRQUEZ, Carlos y LEISNER, Georg y Vera: Los sepulcros megalíticos de Huelva. Excavaciones arqueológicas del Plan Nacional 1946. Madrid, 1952.

## Premios y reconocimientos
- Académico de la Real Academia de Bellas Artes de Santa Isabel de Hungría de Sevilla desde 1951.
- En 1973 recibe la medalla al Mérito en las Bellas Artes concedida por el Ministerio de Educación y Ciencia.

## Obras
- Los Sepulcros Megalíticos de Huelva: Excavaciones Arqueológicas del Plan Nacional 1946. Ministerio de Educación Nacional. Madrid, 1952. (informes y memorias n.º 26). Con Georg y Vera Leisner.[6]
- Los Sepulcros Megalíticos de Huelva. II Congreso Nacional de Arqueología. (Zaragoza 1952).
- Huelva: Prehistoria y Antigüedad. Junto a Martín Almagro Basch, Mariano del Amo y de la Hera, Antonio Beltrán Martínez, Antonio Blanco Freijeiro, Manuel Fernández-Miranda, Juan Pedro Garrido Roiz, George Vera Leisner, José María Luzón Nogué, Elena María Orta García. Editora Nacional. 1975.